# Movie Edit Pro
Movie Edit Pro（ムービー エディット プロ）はMAGIXが開発している映像編集ソフトウェア。日本での販売は株式会社AHSが行う。
2010年8月6日現在、日本語版はMovie Proに改名して販売されている。

## 主な機能
- 映像の取り込み

HDV、DV、WMV、DivXなど様々なファイルを取り込み、編集することができる。DVDに記録された映像の取り込みもできる。VHSなどアナログビデオからのキャプチャにも対応しており、様々な映像を扱える。
また、Movie Edit Pro HDでは、AVCHDの入力に対応している。
- 編集

初めて映像編集をおこなう者でも簡単に映像編集を行うことができる機能がある。どのような映像作品にしたいのかを選ぶだけで、自動で映像を編集してくれる「ムービーショーメーカー」機能がある。
編集画面の表示方法として、シーンオーバービュー、ストーリーボード、タイムラインの3つの編集画面に切り替えることができる。
- 手振れ補正機能

撮影時にビデオカメラで補正しきれなかった手ぶれを補正する機能。
- エフェクト・トランジション

映像、音声に特殊効果を与えることができるエフェクト116種、デコレートが160種、トランジション200種類、タイトルエフェクト45種類を用意している。
- 録音

マイクやライン入力から音声の録音が可能。
- 簡単なBGM作成

同社で発売中の音楽作成ソフト「Music Maker」に採用されている自動音楽作成機能「サウンドトラックメーカー」で、映像に差し込みたいBGMの「ジャンル」などを選択するだけでBGMが完成する。
- オーサリング

DVDなどのオーサリングに対応。またメニューを作成することもできる。
iPodなど様々な機器やフォーマットに書き出せる。また、YouTubeへのアップロード機能もある。

## Movie Edit Pro HDのみの機能
AVCHD映像の取り込み、Blu-ray Disc、HD DVDといったハイビジョン映像再生可能メディアのオーサリングに対応、Dolby Digital 5.1chサラウンド音声の編集と書き出しに対応している。